# Joel Embiid
Joel Hans Embiid (Iaundé, 16 de março de 1994) é um jogador camaronês-estadunidense de basquete profissional que atualmente joga no Philadelphia 76ers da National Basketball Association (NBA).
Ele foi sete vezes selecionado para o All-Star Game da NBA, cinco vezes membro da Equipe All-NBA, três vezes membro da Equipe Defensiva e duas vezes campeão de pontuação da NBA. Ele foi nomeado o MVP da NBA em 2023.  
Após um ano de basquete universitário na Universidade do Kansas, ele foi selecionado pelos 76ers com a terceira escolha geral do draft da NBA de 2014. As múltiplas lesões nos pés e no joelho atrasaram sua estreia por duas temporadas. Ele se apelidou de "The Process" em resposta a um canto dos fãs dos 76ers que diziam para "confiar no processo".

## Primeiros anos
Embiid nasceu em Yaoundé, Camarões, filho do oficial militar Thomas Embiid e sua esposa, Christine. Ele originalmente planejava jogar vôlei na Europa, mas começou a jogar basquete aos 15 anos sendo inspirado por Hakeem Olajuwon.
Embiid foi descoberto em um campo de basquete por Luc Mbah a Moute, um nativo de Yaounde e jogador da NBA. Com Mbah a Moute como seu mentor, Embiid mudou-se para os Estados Unidos aos 16 anos para se dedicar a se tornar um jogador de basquete profissional.
Embiid matriculou-se na Academia Montverde mas se transfeu após o primeiro ano devido à falta de tempo de jogo. Ele então frequentou a The Rock School, uma academia cristã, em Gainesville, Flórida. Como veterano, ele liderou sua equipe para um recorde de 33-4 e o título do campeonato estadual com médias de 13,0 pontos, 9,7 rebotes e 1,9 bloqueios.
Embiid era um recruta de cinco estrelas de acordo com a Rivals.com e se comprometeu com a Universidade do Kansas em novembro de 2012.

## Carreira universitária

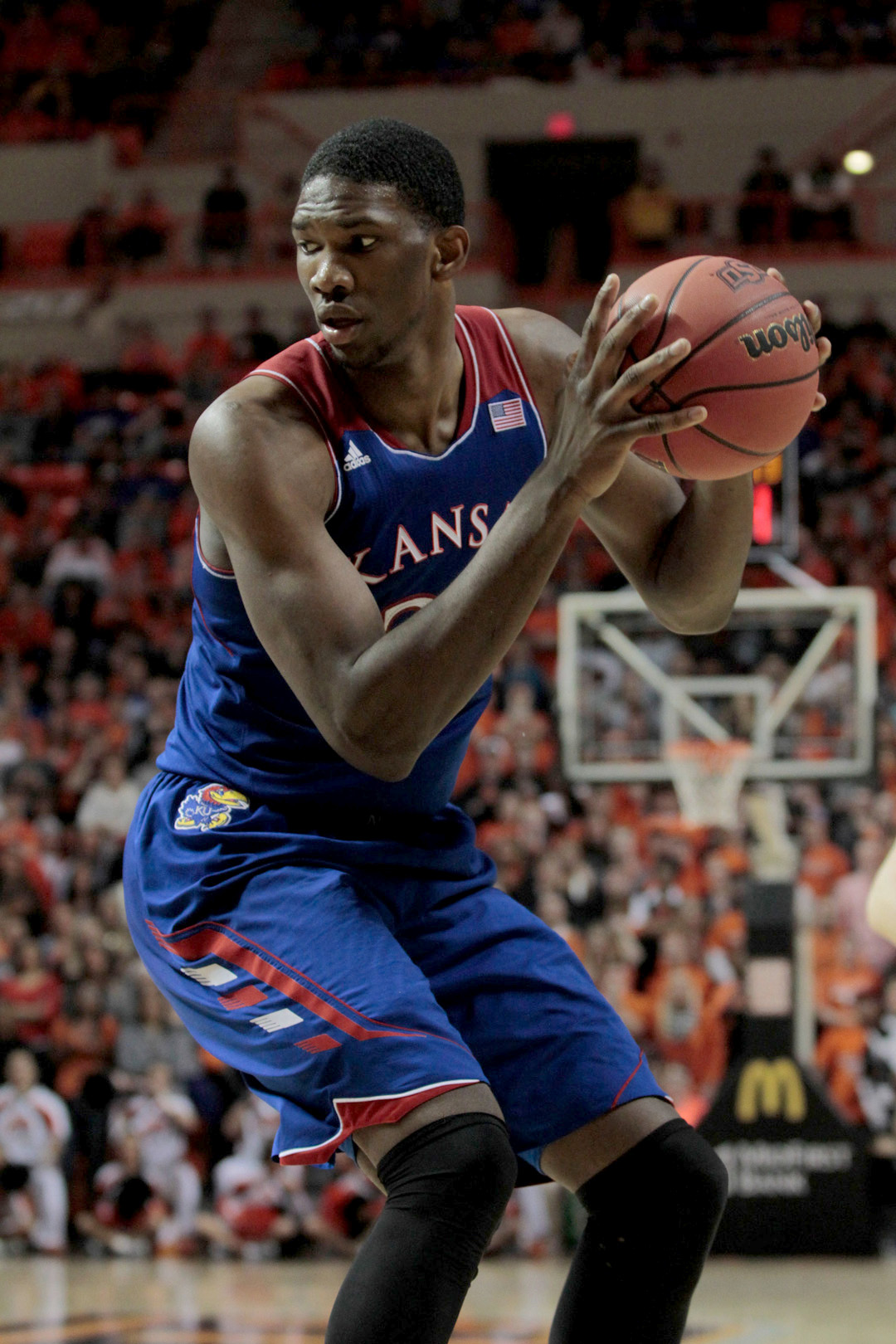
Embiid em 2014

Embiid frequentou a Universidade do Kansas por um ano. Em 13 de fevereiro de 2014, ele foi nomeado um dos 30 finalistas do Prêmio Naismith como Jogador Universitário do Ano.
Na temporada de 2013-14, ele jogou 28 jogos tendo médias de 11,2 pontos, 8,1 rebotes, 1,4 assistências e 2,6 bloqueios em 23,1 minutos. Ele teve mais de 15 pontos em sete jogos e mais de 5 bloqueios em seis jogos. Posteriormente, ele conquistou o prêmio de Jogador Defensivo do Ano e foi eleito pra Segunda-Equipe da Big 12.
Embiid sofreu uma fratura por estresse nas costas em março de 2014 e não jogou no Torneio da Big 12 e no Torneio da NCAA.

## Carreira profissional

### Draft de 2014
Em 9 de abril de 2014, Embiid se declarou para o draft da NBA de 2014, renunciando aos seus últimos três anos de elegibilidade universitária. Em 20 de junho de 2014, ele foi submetido a uma cirurgia em um osso em seu pé direito e foi posteriormente descartado por quatro a seis meses.
Seis dias depois, ele foi selecionado com a terceira escolha geral pelo Philadelphia 76ers. Essa seleção fez dele o terceiro jogador da NBA nascido em Camarões, depois de Ruben Boumtje-Boumtje e Luc Mbah a Moute.

### Philadelphia 76ers (2014–presente)

#### Lesões

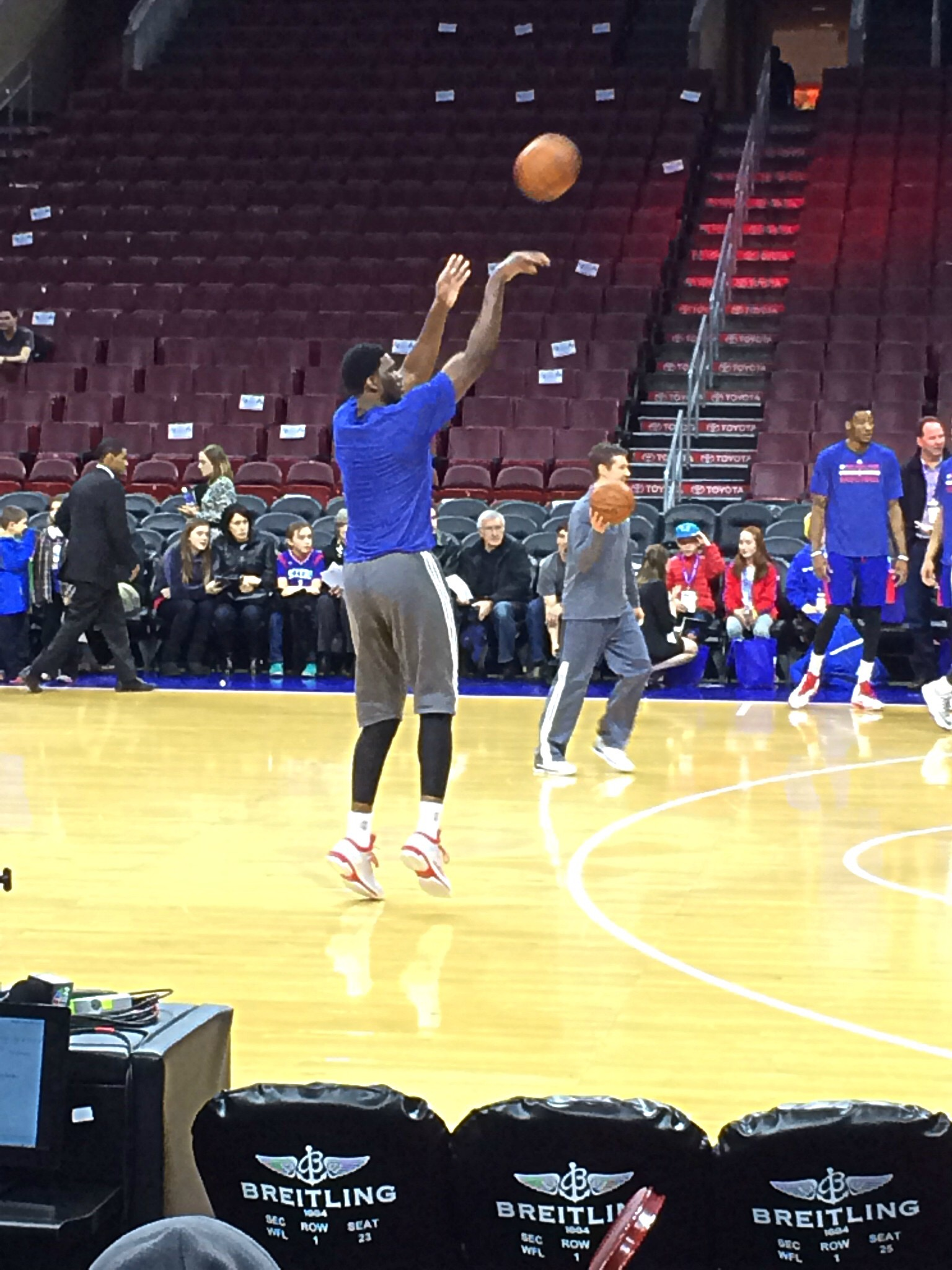
Embiid em um treinos com o Philadelphia 76ers em 2014

Em 26 de agosto de 2014, Embiid assinou seu contrato de novato de 4 anos e US$19.9 milhões os 76ers. Ele não jogou na temporada de 2014–15 devido a uma lesão no osso navicular de seu pé. Foi anunciado em 13 de junho de 2015 que Embiid havia sofrido um revés em sua recuperação e que teria que passar por outra cirurgia, deixando suas chances de jogar na temporada de 2015-16 reduzidas. Ele perdeu todos os jogos da suas duas primeiras temporadas.

#### Temporada de estreia (2016–17)
Em 4 de outubro de 2016, Embiid foi titular no primeiro jogo de pré-temporada dos 76ers. Em seu primeiro jogo, ele registrou seis pontos, quatro rebotes e dois bloqueios em 13 minutos.
Em 26 de outubro de 2016, Embiid fez sua muito esperada estreia na temporada regular da NBA na abertura da temporada dos 76ers contra o Oklahoma City Thunder. Em 25 minutos, ele registrou 20 pontos, sete rebotes e dois bloqueios em uma derrota de 103-97. Em 1 de novembro, ele teve seu primeiro duplo-duplo da carreira com 18 pontos e 10 rebotes em uma derrota de 103-101 para o Orlando Magic. Em 11 de novembro, seu esforço de 25 pontos ajudou os 76ers a conquistar sua primeira vitória na temporada, derrotando o Indiana Pacers por 109-105. Em 1º de dezembro, ele foi nomeado Novato do Mês da Conferência Leste pelos jogos disputados em outubro e novembro. Em 18 de dezembro, ele fez 33 pontos em uma vitória de 108-107 sobre o Brooklyn Nets. Em 3 de janeiro de 2017, ele foi nomeado Novato do Mês da Conferência Leste pelos jogos disputados em dezembro.
Em 23 de janeiro, ele foi eleito o Jogador da Semana da Conferência Leste pelos jogos disputados de segunda-feira, 16 de janeiro, até domingo, 22 de janeiro. Dois dias depois, ele foi chamado para a Equipe Mundo no Rising Stars Challenge do All-Star Weekend de 2017. Em 2 de fevereiro de 2017, ele foi nomeado Novato do Mês da Conferência Leste para os jogos disputados em janeiro, ao mesmo tempo em que foi nomeado participante do Skills Challenge.
Em 11 de fevereiro de 2017, foi revelado que Embiid teve uma lesão no menisco do joelho esquerdo, mas não seria necessário uma cirurgia. Como resultado da lesão, ele foi descartado do All-Star Weekend. Com um inchaço no joelho esquerdo, os 76ers divulgaram um comunicado anunciando que Embiid perderia o restante da temporada de 2016–17. No dia 24 de março de 2017, ele foi submetido a uma cirurgia artroscópica para tratar da ruptura do menisco em seu joelho esquerdo. No final da temporada, ele foi nomeado para a Primeira-Equipe de Novatos da NBA.

#### Primeira aparição no All-Star (2017–18)
Em 10 de outubro de 2017, Embiid assinou uma extensão de contrato no valor de US$ 148 milhões com os 76ers, podendo ganhar US$ 30 milhões adicionais se ele receber uma seleção de primeira, segunda ou terceira equipe da All-NBA ou ser nomeado MVP em 2017–18.
Na abertura da temporada dos 76ers contra o Washington Wizards em 18 de outubro, Embiid teve 18 pontos e 13 rebotes em uma derrota de 120-115. Cinco dias depois, ele marcou 30 pontos na vitória por 97-86 sobre o Detroit Pistons.
Em 30 de outubro, ele fez 22 pontos, nove rebotes, cinco assistências e dois roubos de bola em 25 minutos em uma vitória por 115-107 sobre o Houston Rockets, tornando-se apenas o terceiro jogador a ter tais números em 25 minutos de jogo desde 1983–84, juntando-se a Pau Gasol (2015) e Fat Lever (1990). Em 15 de novembro, Embiid marcou 46 pontos - a maior marca de um jogador dos 76ers em 11 anos - e pegou 15 rebotes na vitória por 115-109 sobre o Los Angeles Lakers. Embiid também teve sete assistências e sete bloqueios, fazendo dele o primeiro jogador da NBA com 40 pontos, sete assistências e sete bloqueios em um jogo desde Julius Erving contra os Pistons em 1982.

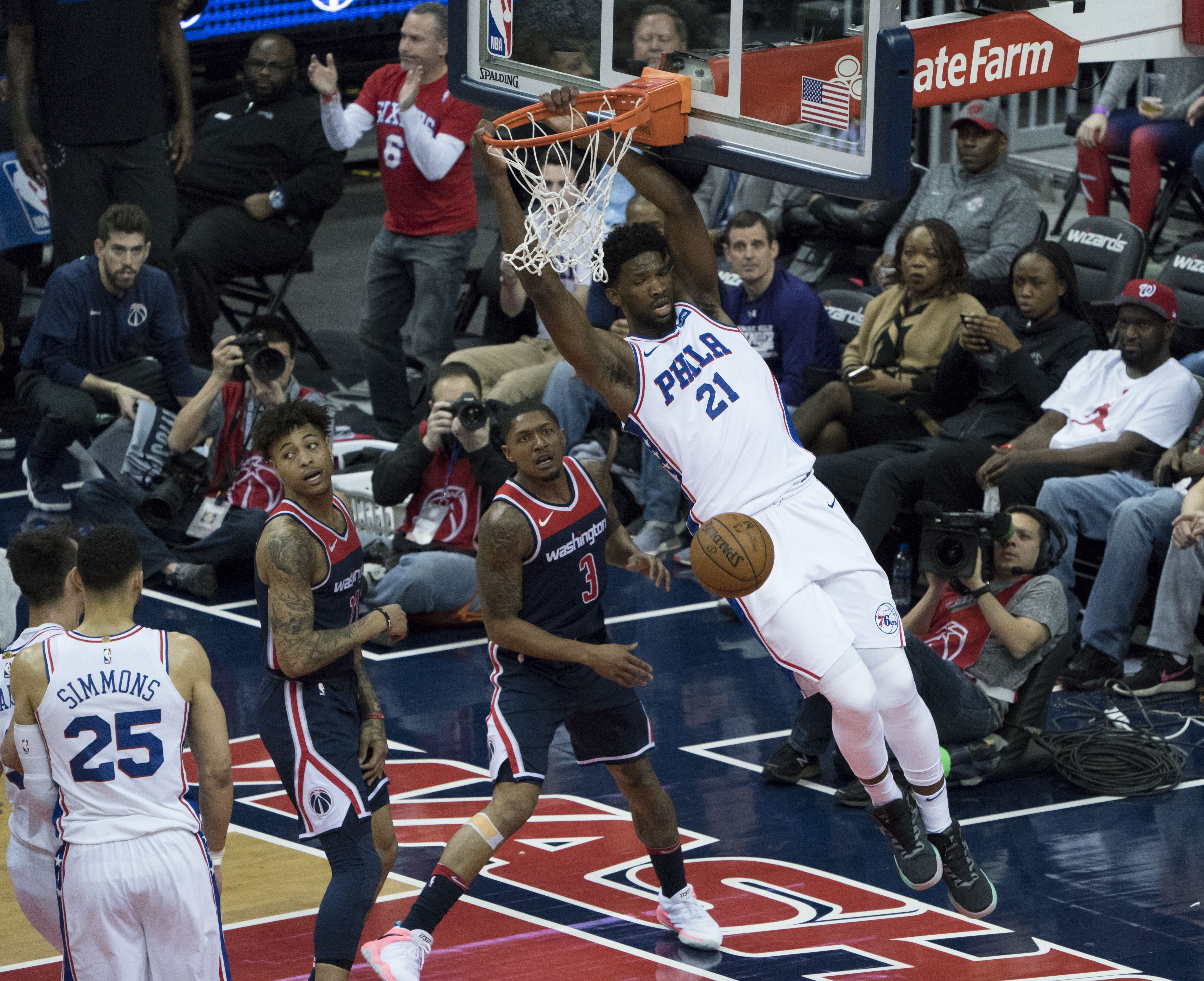
Embiid enterrando em 2018

Em 18 de janeiro, ele foi escolhido para o All-Star Game da NBA de 2018, tornando-se o primeiro jogador dos 76ers titular no All-Star desde Allen Iverson na temporada de 2009-10 e o primeiro All-Star dos Sixers desde Jrue Holiday em 2013.
Em 15 de março, ele marcou 29 pontos em uma vitória de 118-110 sobre o New York Knicks, tornando-se o primeiro jogador dos Sixers a atingir 40 jogos de 20 pontos em uma temporada desde Andre Iguodala em 2007-08. Um dia depois, em seu aniversário de 24 anos, Embiid fez 24 pontos e pegou 19 rebotes na vitória por 120-116 sobre o Brooklyn Nets. Em 28 de março contra os Knicks, Embiid sofreu uma fratura orbital de seu olho esquerdo. Ele passou por uma cirurgia três dias depois, com uma data de retorno de duas semanas.
Depois de perder os dois primeiros jogos da primeira rodada dos playoffs contra o Miami Heat, Embiid fez sua estreia nos playoffs no dia 3 de abril, fazendo 23 pontos e ajudando na vitória por 128-108. Embiid ajudou os 76ers a passar para a segunda rodada dos playoffs com uma vitória por 4-1 fazendo 19 pontos e 12 rebotes na vitória por 104-91 no Jogo 5.
No Jogo 1 da segunda rodada dos playoffs contra o Boston Celtics, Embiid registrou 31 pontos e 13 rebotes em uma derrota de 117-101. Os 76ers perderam a série para os Celtics em cinco jogos, com Embiid registrando 27 pontos e 12 rebotes em uma derrota de 114-112 no Jogo 5.

#### Frustação nos playoffs (2018-19)
Em 24 de outubro de 2018, Embiid teve 30 pontos e 19 rebotes numa derrota por 123-108 para o Milwaukee Bucks, tornando-se o primeiro jogador da franquia a alcançar essas marcas no mesmo jogo desde Charles Barkley em novembro de 1991. Em 27 de outubro, ele teve 27 pontos e 14 rebotes na vitória por 105-103 sobre o Charlotte Hornets, registrando assim um duplo-duplo em todos os seis jogos do começo da temporada. Ele se tornou um dos sete jogadores com 2.000 pontos, 1.000 rebotes e 200 bloqueios em seus primeiros 100 jogos, juntando-se a Tim Duncan, Shaquille O'Neal, Alonzo Mourning, David Robinson, Hakeem Olajuwon e Ralph Sampson.
Em 1 de novembro, ele teve 41 pontos e 13 rebotes na vitória por 122-113 sobre o Los Angeles Clippers. Dois dias depois, ele registrou 39 pontos e 17 rebotes na vitória por 109-99 sobre o Detroit Pistons. 32 de seus 39 pontos vieram no primeiro tempo, o maior de um jogador dos 76ers desde que Allen Iverson fez 33 pontos no primeiro tempo em 18 de dezembro de 2004 contra o Milwaukee Bucks. Em 14 de novembro, ele registrou seu primeiro triplo-duplo da carreira tendo 19 pontos, 13 rebotes e 10 assistências em uma derrota por 111-106 para o Orlando Magic. Em 14 de dezembro, ele registrou 40 pontos e 21 rebotes em uma derrota por 113-101 para o Indiana Pacers, tornando-se o primeiro jogador dos Sixers com pelo menos 30 pontos e 20 rebotes em um jogo desde Barkley em 7 de dezembro de 1990.
Em 10 de março, ele retornou de uma ausência de oito jogos com uma lesão no joelho esquerdo e registrou 33 pontos e 12 rebotes na vitória por 106-89 sobre os Pacers. Em 17 de março, ele teve 40 pontos e 15 rebotes na vitória por 130-125 sobre os Bucks. Em 20 de março, Embiid marcou 37 pontos e teve 22 rebotes em uma vitória por 118-115 sobre o Boston Celtics. Em 28 de março, ele teve 39 pontos, 13 rebotes e seis assistências na vitória por 123-110 sobre o Brooklyn Nets. Em 4 de abril, ele retornou de uma ausência de três jogos e teve 34 pontos, 13 rebotes, 13 assistências e três bloqueios em uma derrota de 128-122 para os Bucks. Ele se juntou a Wilt Chamberlain como o único outro grande homem na história da franquia com múltiplos triplos-duplos na mesma temporada.
Embiid terminou a temporada perdendo 14 jogos após o intervalo para o All-Star Game, incluindo cinco dos últimos sete jogos, devido a descanso e lesão. No Jogo 4 da primeira rodada dos playoffs contra os Nets, Embiid fez 31 pontos, 16 rebotes, 7 assistências e 6 bloqueios em uma vitória por 112-108. Embiid lutou contra a gripe durante a segunda rodada dos playoffs, que os Sixers perdeu em sete jogos para o Toronto Raptors.

#### Saída na primeira rodada (2019-20)
Em 31 de outubro de 2019, Embiid foi suspenso por dois jogos devido a uma briga com Karl-Anthony Towns durante uma partida contra o Minnesota Timberwolves. Em 25 de novembro de 2019, Embiid conseguiu 13 rebotes mas ficou com a pontuação zerado em um jogo da NBA pela primeira vez em sua carreira na derrota por 101-96 para o Toronto Raptors. Em 20 de fevereiro de 2020, ele marcou 39 pontos, o recorde da temporada, junto com 16 rebotes, na vitória por 112–104 contra o Brooklyn Nets. Quatro dias depois, Embiid marcou 49 pontos, o recorde de sua carreira, e 14 rebotes na vitória por 129-112 contra o Atlanta Hawks. Em 1º de agosto, Embiid registrou 41 pontos e 21 rebotes na derrota por 127-121 para o Indiana Pacers. Este foi o primeiro jogo dos 76ers na bolha de Orlando, retornando de um hiato de 4 meses devido à pandemia de COVID-19.

#### Vice MVP (2020-21)
Em 20 de fevereiro de 2021, Embiid registrou um duplo-duplo de 50 pontos e 17 rebotes na vitória por 112–105 contra o Chicago Bulls. Embiid terminou a temporada regular com médias de 28,5 pontos, 10,6 rebotes e 2,8 assistências em 51 jogos disputados, levando os Sixers ao melhor recorde na Conferência Leste. Ele ficou em segundo lugar na votação do Prêmio de MVP.
Em 8 de junho, Embiid teve 40 pontos e 13 rebotes em uma vitória na segunda rodada contra o Atlanta Hawks. Philadelphia perderia para o Atlanta em sete jogos, apesar de Embiid ter médias de 30,4 pontos, 12,7 rebotes e 3,9 assistências.

#### Título de pontuação (2021–22)

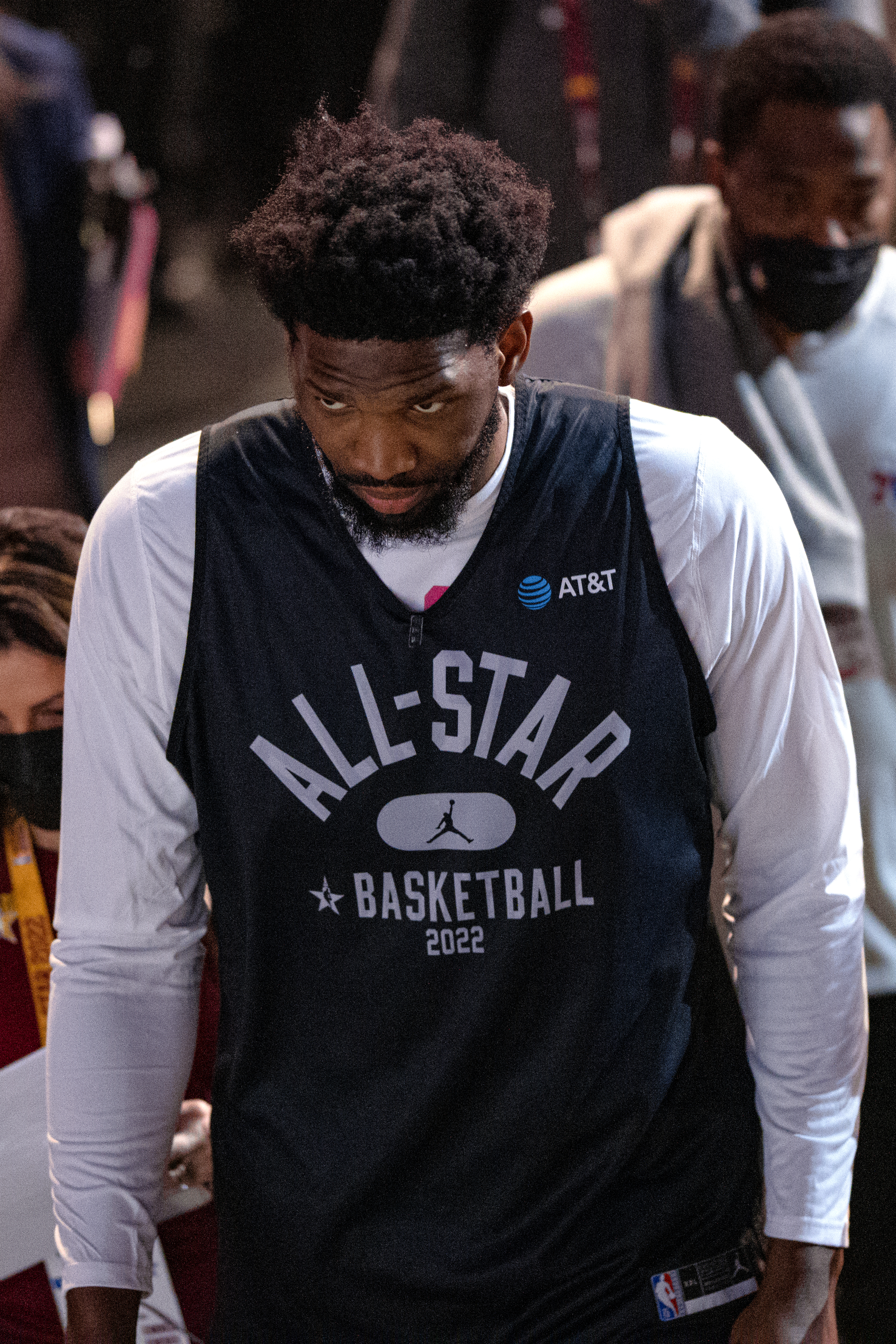
Embiid no All-Star Game da NBA de 2022

Em 17 de agosto de 2021, Embiid assinou uma extensão de contrato de 4 anos e US$ 196 milhões com os 76ers. Em 6 de dezembro, ele registrou 43 pontos, 15 rebotes e sete assistências em uma vitória por 127–124 na prorrogação sobre o Charlotte Hornets.
Em 19 de janeiro de 2022, Embiid registrou 50 pontos, 12 rebotes e três bloqueios em uma vitória por 123–110 sobre o Orlando Magic. Em 12 de fevereiro, ele registrou seu quarto triplo-duplo na carreira com 40 pontos, 14 rebotes e 10 assistências na vitória por 103-93 sobre o Cleveland Cavaliers. Ele se tornou o primeiro jogador dos Sixers com um triplo-duplo de 40 pontos desde Wilt Chamberlain em 1968.
Em 9 de abril, Embiid registrou 41 pontos e 20 rebotes na vitória por 133-120 sobre o Indiana Pacers. No final da temporada regular, ele foi eleito o campeão de pontuação da NBA, tornando-se o primeiro pivô a fazê-lo desde Shaquille O'Neal em 2000, e também o primeiro pivô com média de mais de 30 pontos desde Moses Malone em 1982. Embiid também se tornou o primeiro jogador estrangeiro a ganhar um título de pontuação da NBA e o primeiro jogador dos Sixers a liderar a liga em pontuação desde que Allen Iverson conquistou o título pela quarta e última vez em 2005.
Em 18 de abril, durante o Jogo 2 da primeira rodada dos playoffs, Embiid registrou um duplo-duplo de 31 pontos e 11 rebotes na vitória por 112–97 sobre o Toronto Raptors. Em 20 de abril, durante o Jogo 3 da primeira rodada, ele marcou a cesta da vitória faltando menos de 1 segundo para o fim da prorrogação contra os Raptors. Durante o jogo, Embiid machucou o polegar e após o jogo, foi relatado que ele estava sentindo "dor e desconforto". Embora Embiid tenha jogado com dor no Jogo 4 e marcado 21 pontos, os 76ers perderam para os Raptors por 110-102. Posteriormente, foi relatado que ele precisaria de uma cirurgia no polegar, mas que adiaria a cirurgia até o final da temporada. Em 28 de abril, ele teve 33 pontos, 10 rebotes e três bloqueios para levar os 76ers a uma vitória por 132–97 no Jogo 6 e encerrar a série. No dia seguinte, os Sixers anunciaram que Embiid havia sofrido uma concussão leve e uma fratura orbital direita e ficaria fora por tempo indeterminado. As lesões ocorreram no quarto período do Jogo 6, quando Pascal Siakam atingiu Embiid enquanto se dirigia para a cesta. Por causa da lesão, Embiid perdeu os dois primeiros jogos das semifinais da Conferência Leste, onde a equipe perderia para o Miami Heat em seis jogos.
Em 30 de maio, Embiid foi submetido a uma cirurgia no polegar direito e um procedimento no dedo indicador esquerdo.

#### MVP da NBA (2022–23)
Em 13 de novembro de 2022, Embiid marcou um recorde pessoal de 59 pontos, juntamente com 11 rebotes, oito assistências e sete bloqueios em uma vitória por 105–98 sobre o Utah Jazz. Ele se tornou o primeiro jogador na história da NBA com 50 pontos, 10 rebotes, cinco assistências e cinco bloqueios em um jogo desde que os bloqueios se tornaram uma estatística oficial na temporada de 1973–74. Esta também foi a quinta melhor performance de pontuação na história da franquia. Ele conseguiu ultrapassar 101 pontos totais em menos de 24 horas, após uma atuação de 42 pontos, 10 rebotes e seis assistências em 12 de novembro em uma vitória por 121–109 sobre o Atlanta Hawks. Em 11 de dezembro, Embiid marcou 53 pontos e 11 rebotes, liderando o Philadelphia 76ers para uma vitória por 131–113 sobre o Charlotte Hornets. Ele se tornou o terceiro jogador na história da franquia a ter múltiplos jogos de 50 pontos na mesma temporada, juntando-se a Allen Iverson (2000–01 e 2004–05) e Wilt Chamberlain (1965–66 e 1967–68). Também é o 30º jogo na carreira de Embiid com 40 pontos e 10 rebotes. O único outro jogador na história da franquia a realizar tal feito foi Chamberlain. Em 3 de janeiro, Embiid recebeu o prêmio de Jogador do Mês da Conferência Leste por sua atuação durante o mês de dezembro, o quinto de sua carreira, quebrando um empate com Allen Iverson pelo maior número de honras do tipo na história da franquia.

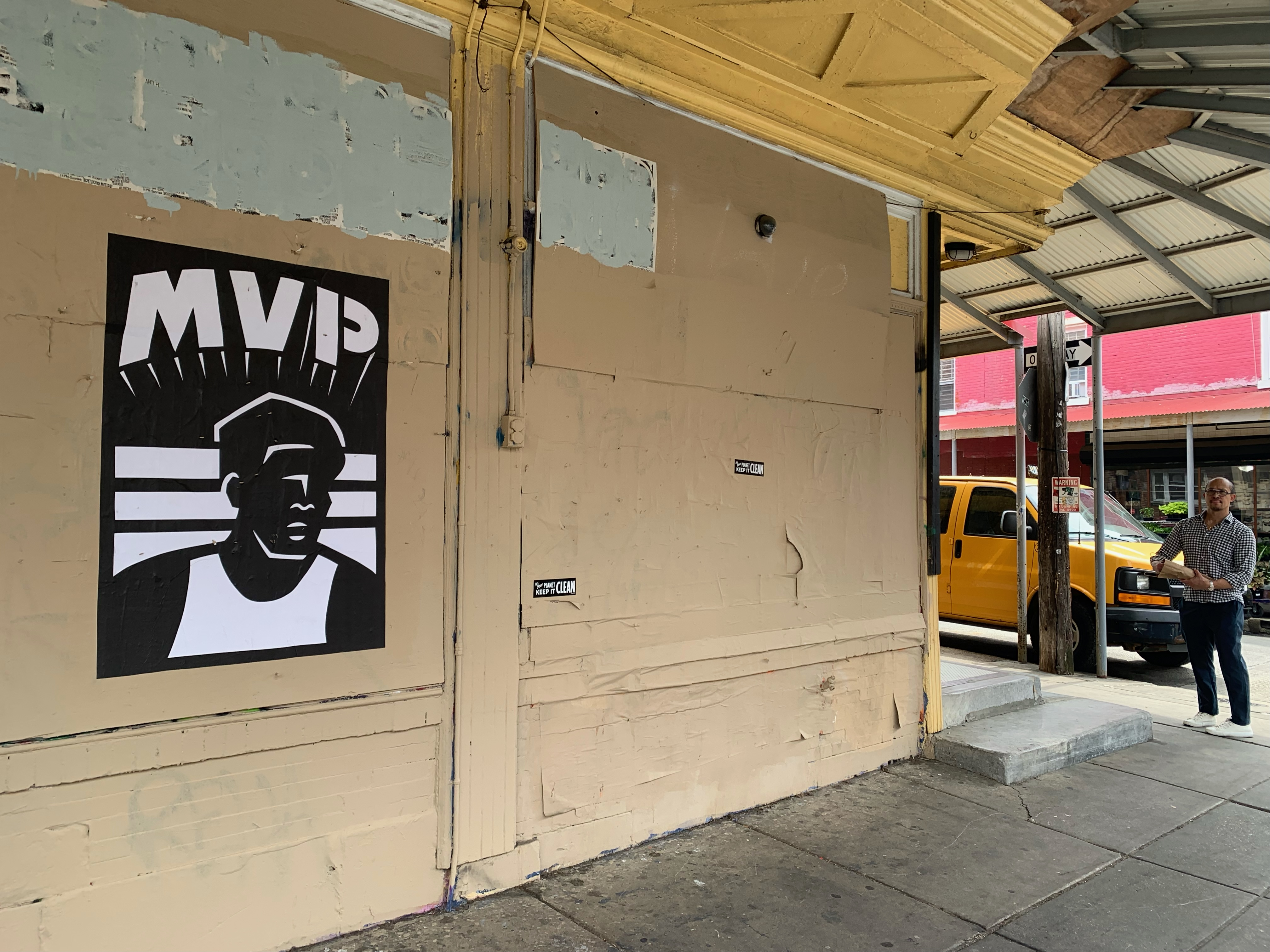
A obra de arte de Joe Boruchow em homenagem a Embiid, intitulada "MVP", foi exibida em um pôster na Filadélfia em abril de 2023.

Em 28 de janeiro, Embiid registrou 47 pontos, 18 rebotes (recorde da temporada), 5 assistências, 3 roubos de bola e 2 bloqueios em uma vitória por 126–119 sobre o Denver Nuggets. Ele se tornou o segundo jogador na história da franquia a produzir pelo menos quatro jogos com 45 ou mais pontos, 15 ou mais rebotes e cinco ou mais assistências, juntando-se a Wilt Chamberlain. Embiid também se tornou apenas o terceiro jogador na história da NBA a registrar pelo menos 47 pontos, 18 rebotes, cinco assistências, três roubos de bola e dois bloqueios. Ele se juntou a Chris Webber (05/01/2001) e Bob McAdoo (18/03/1975) com jogos desse tipo. Por sua atuação em janeiro, média de 34,9 pontos, 10,7 rebotes, 3,2 assistências, 1,0 roubos de bola e 1,6 bloqueios em 10 jogos, Embiid levou para casa o prêmio de Jogador do Mês da Conferência Leste, o sexto de sua carreira e o segundo consecutivo. Em 15 de fevereiro, Embiid marcou seu 10.000º ponto na carreira em um jogo contra o Cleveland Cavaliers. Ele ultrapassou Allen Iverson como o jogador mais rápido a alcançar 10.000 pontos na história da franquia, fazendo isso em apenas 373 jogos. Em 4 de abril, Embiid marcou 52 pontos acertando 20 dos 25 arremessos, juntamente com 13 rebotes, seis assistências e dois bloqueios em uma vitória por 103–101 sobre o Boston Celtics. Ele se tornou apenas o segundo jogador na história da NBA a produzir uma linha estatística de pelo menos 50-10-5 enquanto acertava 80% ou mais dos arremessos. Embiid também se juntou a Wilt Chamberlain e Kareem Abdul-Jabbar como os únicos três pivôs a terem três jogos de 50+ pontos em uma temporada na história da NBA.
Em 9 de abril, Embiid foi nomeado o campeão de pontuação da NBA com média de 33,1 pontos, ganhando o prêmio pelo segundo ano consecutivo. Ele também se juntou a James Harden como o primeiro par de companheiros de equipe a liderar a NBA em pontuação e assistências em uma temporada desde que George Gervin e Johnny Moore fizeram isso na temporada de 1981–82. Em 2 de maio, Embiid ganhou o Prêmio de MVP da NBA. Ele se tornou o quinto jogador dos 76ers a conquistar o título de MVP da liga, juntando-se a Wilt Chamberlain, Julius Erving, Allen Iverson e Moses Malone.
No Jogo 4 das Semifinais da Conferência Leste, Embiid marcou 34 pontos e pegou 13 rebotes em uma vitória na prorrogação por 116-115 contra o Boston Celtics. Ele se igualou a Wilt Chamberlain com o maior número de jogos de playoff com pelo menos 30 pontos e 10 rebotes na história da franquia. Os 76ers eventualmente perderam a série para os Celtics em sete jogos.

#### Maior média de pontuação (2023–24)
Em 6 de novembro de 2023, Embiid marcou 48 pontos, pegou 11 rebotes e distribuiu 6 assistências em uma vitória por 146-128 sobre o Washington Wizards. Ele registrou seu sexto jogo com 45 pontos, 10 rebotes e 5 assistências, ultrapassando Wilt Chamberlain como o maior da história do Sixers. Em 6 de dezembro, Embiid marcou 50 pontos, juntamente com 12 rebotes e sete assistências, em uma vitória por 131-126 sobre o Wizards. Em 20 de dezembro, ele marcou 51 pontos e 12 rebotes em uma vitória por 127-113 sobre o Minnesota Timberwolves. Embiid encerrou o mês de dezembro com médias de 40,2 pontos, 12,6 rebotes e 4,9 assistências. Com esses números, ele se tornou o primeiro jogador na história da NBA a ter médias de 40 ou mais pontos em um mês com 60% de aproveitamento nos arremessos.
Em 2 de janeiro de 2024, Embiid registrou um triplo-duplo com 31 pontos, 15 rebotes e 10 assistências jogando apenas os três primeiros quartos em uma vitória por 110-97 sobre o Chicago Bulls. Ele se tornou o primeiro jogador na história da NBA a registrar pelo menos 30 pontos, 15 rebotes e 10 assistências em um jogo sem jogar no quarto quarto. Em 20 de janeiro, Embiid marcou 33 pontos, 10 rebotes, cinco assistências e três bloqueios em uma vitória por 97-89 sobre o Charlotte Hornets. Ele teve seu 20º jogo consecutivo com pelo menos 30 pontos, juntando-se a James Harden e Wilt Chamberlain como os únicos jogadores na história da NBA a marcar pelo menos 30 pontos em 20 ou mais jogos consecutivos. Em 22 de janeiro, Embiid marcou 70 pontos, juntamente com 18 rebotes e cinco assistências, em uma vitória por 133-123 sobre o San Antonio Spurs, quebrando o recorde da franquia de mais pontos em um jogo anteriormente estabelecido por Wilt Chamberlain em 1967. Com a atuação, Embiid também se tornou o nono jogador na história da NBA a marcar 70 ou mais pontos em um jogo, e o terceiro pivô a atingir a marca, juntando-se a Chamberlain e David Robinson. Ele também se tornou o primeiro jogador na história da NBA a marcar pelo menos 70 pontos, 15 rebotes e cinco assistências em um jogo. 
Em 1º de fevereiro, foi anunciado que Embiid perderia vários jogos devido a uma lesão no menisco lateral de seu joelho esquerdo depois que Jonathan Kuminga do Golden State Warriors caiu sobre seu joelho enquanto mergulhava por uma bola em um jogo alguns dias antes. Em 2 de abril, Embiid retornou após cirurgia no joelho e terminou com 24 pontos, seis rebotes, sete assistências e três roubos de bola, levando os 76ers a uma vitória por 109-105 sobre o Oklahoma City Thunder.

#### 2024-25
Em 2 de novembro de 2024, Embiid empurrou um repórter no vestiário após uma derrota para o Memphis Grizzlies, depois que o colunista supostamente escreveu um artigo sobre o filho de Embiid e seu falecido irmão. Três dias depois, Embiid recebeu uma suspensão de três jogos pela briga, que começaria assim que ele “estivesse apto a jogar”, já que Embiid perdeu as primeiras semanas da temporada regular devido ao tratamento de uma lesão no joelho esquerdo decorrente da temporada anterior. Em 21 de novembro de 2024, foi relatado que, em uma reunião de uma hora envolvendo jogadores e técnicos, Tyrese Maxey chamou a atenção de Embiid por chegar regularmente atrasado aos treinos da equipe. Maxey disse que o atraso de Embiid afeta a todos, desde os técnicos até os jogadores.

## Carreira na seleção
Embiid é elegível para competir pela seleção nacional de basquete de Camarões. Em 7 de fevereiro de 2017, ele foi nomeado para a equipe preliminar para competir no AfroBasket de 2017 na República do Congo, com a fase de qualificação do grupo ocorrendo em março, durante a temporada regular da NBA. Luc Mbah a Moute expressou sua opinião sobre Embiid representar seu país, dizendo: "Seria ótimo para nossa equipe, nosso país e para Joel". No entanto, Embiid acabou não competindo por Camarões no AfroBasket de 2017.
Em julho de 2022, Embiid recebeu a cidadania francesa como "um estrangeiro cuja naturalização é de interesse excepcional". Mais tarde, em setembro, ele também se tornou cidadão dos Estados Unidos. Ele conversou por telefone com o presidente francês Emmanuel Macron, que o havia cortejado para jogar pela Seleção Francesa.
Embiid se comprometeu a jogar pela Seleção Americana nos Jogos Olímpicos de Verão de 2024, afirmando que queria ganhar uma medalha de ouro para seu filho, que nasceu nos Estados Unidos. Durante os Jogos Olímpicos, Embiid foi frequentemente vaiado pelos torcedores franceses devido à sua decisão de jogar pelos Estados Unidos. Ele ajudou a equipe dos EUA a conquistar a medalha de ouro, e em cinco jogos, teve médias de 11,2 pontos, 3,8 rebotes, 1,4 assistências e 1 bloqueio, com um aproveitamento de 56,8% nos arremessos.
Embiid não descartou a possibilidade de jogar pela seleção de Camarões no futuro. No entanto, ele precisaria de permissão da FIBA e da Seleção Americana para isso, caso fosse jogar em 2028.

## Estatísticas da carreira

### NBA
|  | Líder da liga            |
|  | MVP da Temporada Regular |

#### Temporada regular
| Ano      | Equipe       | PJ  | PT  | MPJ  | AP   | 3P   | LL   | RT   | AS  | BR  | TO  | PPJ  |
| -------- | ------------ | --- | --- | ---- | ---- | ---- | ---- | ---- | --- | --- | --- | ---- |
| 2016-17  | Philadelphia | 31  | 31  | 25.4 | .466 | .367 | .783 | 7.8  | 2.1 | .9  | 2.5 | 20.2 |
| 2017-18  | Philadelphia | 63  | 63  | 30.3 | .483 | .308 | .769 | 11.0 | 3.2 | .6  | 1.8 | 22.9 |
| 2018-19  | Philadelphia | 64  | 64  | 33.7 | .484 | .300 | .804 | 13.6 | 3.7 | .7  | 1.9 | 27.5 |
| 2019-20  | Philadelphia | 51  | 51  | 29.5 | .477 | .331 | .807 | 11.6 | 3.0 | .9  | 1.3 | 23.0 |
| 2020-21  | Philadelphia | 51  | 51  | 31.1 | .513 | .377 | .859 | 10.6 | 2.8 | 1.0 | 1.4 | 28.5 |
| 2021-22  | Philadelphia | 68  | 68  | 33.8 | .499 | .371 | .814 | 11.7 | 4.2 | 1.1 | 1.5 | 30.6 |
| 2022-23  | Philadelphia | 66  | 66  | 34.6 | .548 | .330 | .857 | 10.2 | 4.2 | 1.0 | 1.7 | 33.1 |
| 2023–24  | Philadelphia | 39  | 39  | 33.6 | .529 | .388 | .883 | 11.0 | 5.6 | 1.2 | 1.7 | 34.7 |
| Carreira | Carreira     | 433 | 433 | 31.5 | .499 | .347 | .822 | 10.9 | 3.5 | .9  | 1.7 | 27.5 |
| All-Star | All-Star     | 4   | 4   | 25.7 | .586 | .412 | .750 | 10.0 | 1.7 | 0.5 | 0.7 | 21.7 |

#### Playoffs
| Ano      | Equipe       | PJ | PT | MPJ  | AP   | 3P   | LL   | RT   | AS  | BR  | TO  | PPJ  |
| -------- | ------------ | -- | -- | ---- | ---- | ---- | ---- | ---- | --- | --- | --- | ---- |
| 2018     | Philadelphia | 8  | 8  | 34.8 | .435 | .276 | .705 | 12.6 | 3.0 | .9  | 1.9 | 21.4 |
| 2019     | Philadelphia | 11 | 11 | 30.4 | .428 | .308 | .822 | 10.5 | 3.4 | .7  | 2.3 | 20.2 |
| 2020     | Philadelphia | 4  | 4  | 36.2 | .459 | .250 | .814 | 12.3 | 1.3 | 1.5 | 1.3 | 30.0 |
| 2021     | Philadelphia | 11 | 11 | 32.5 | .513 | .390 | .835 | 10.5 | 3.4 | 1.0 | 1.5 | 28.1 |
| 2022     | Philadelphia | 10 | 10 | 38.5 | .484 | .212 | .820 | 10.7 | 2.1 | .4  | .8  | 23.6 |
| 2023     | Philadelphia | 8  | 8  | 37.3 | .452 | .208 | .910 | 10.0 | 2.9 | .8  | 2.9 | 24.8 |
| Carreira | Carreira     | 52 | 52 | 34.6 | .465 | .286 | .823 | 10.9 | 2.8 | .8  | 1.8 | 24.2 |

### Universidade
| Ano     | Equipe | PJ | PT | MPJ  | AP   | 3P   | LL   | RT  | AS  | BR | TO  | PPJ  |
| ------- | ------ | -- | -- | ---- | ---- | ---- | ---- | --- | --- | -- | --- | ---- |
| 2013–14 | Kansas | 28 | 20 | 23.1 | .626 | .200 | .685 | 8.1 | 1.4 | .9 | 2.6 | 11.2 |

Fonte:

## Vida pessoal

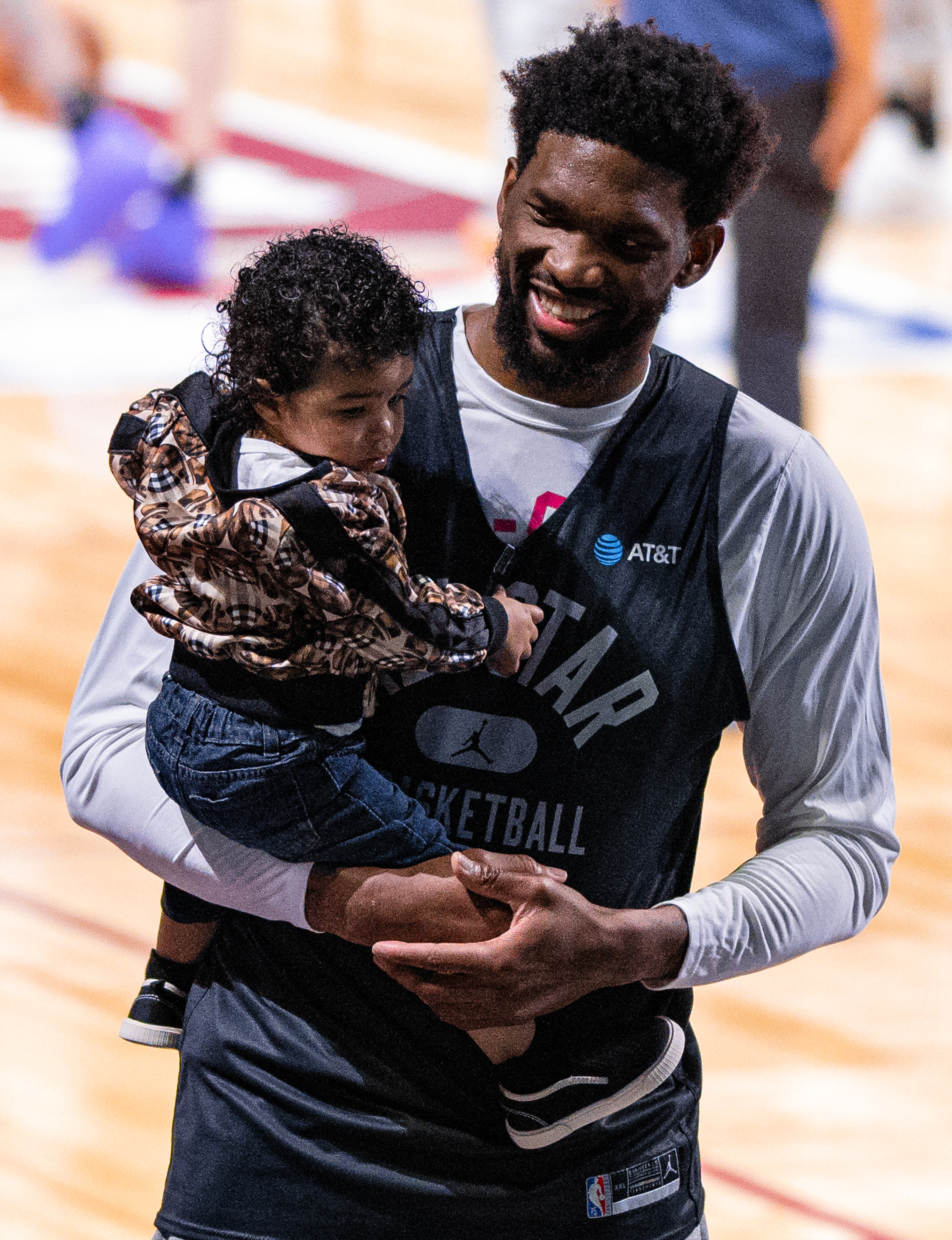
Embiid com seu filho na Rocket Mortgage FieldHouse em 2022

Seu irmão mais novo, Arthur, morreu em 16 de outubro de 2014, em Camarões, em um acidente de carro. Ele também tem uma irmã mais nova chamada Muriel. Além do inglês, Embiid é fluente em francês e basaa. Embiid mantém um relacionamento com a modelo brasileira Anne de Paula desde 2018. Em setembro de 2020, eles tiveram seu primeiro filho juntos: Arthur, em homenagem a seu falecido irmão. O casal se casou em julho de 2023.
Embiid é conhecido por sua personalidade lúdica e presença nas mídias sociais, particularmente por seus trolls. Ele é um abstêmio.
Ele é um ávido torcedor do Real Madrid, frequentemente postando no Twitter durante as partidas do time.
Em março de 2021, Embiid doou $100.000, seus ganhos do All-Star Game da NBA de 2021, para combater o desabrigamento em Filadélfia, pelo qual recebeu o Prêmio Cares Community Assist da NBA em abril de 2021.

## Prêmios e homenagens
NBA
- NBA Most Valuable Player Award (MVP): 2023;
- 2x NBA Scoring Champion: 2022 e 2023;
- 7x NBA All-Star: 2018, 2019, 2020, 2021, 2022, 2023, 2024
- 5x All-NBA Team:
  - Primeiro time: 2023
  - Segundo time: 2018, 2019, 2021, 2022
- NBA All-Rookie Team: 
  - Primeiro time: 2017